# سبایی‌ها

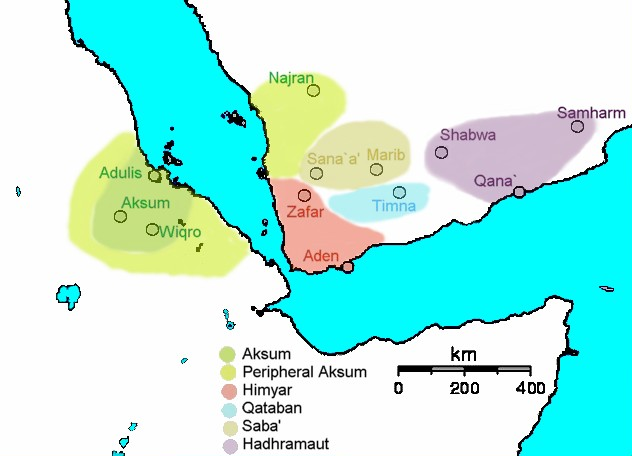
سبایی‌ها (خاکی) در قرن سوم میلادی.

سبایی‌ها (به عربی: السبئيون) قومی باستانی بود که به زبان عربستانی جنوبی باستان صحبت می‌کردند و در یمن امروزی، جنوب غرب شبه جزیره عربستان، زندگی می‌کردند.
برخی محققان از ارتباط بین سبایی‌ها و سرزمین «سبا» سخن می‌گویند و هر نوع ارتباط آنها با صابئین را رد می‌کنند.